# .454 Casull

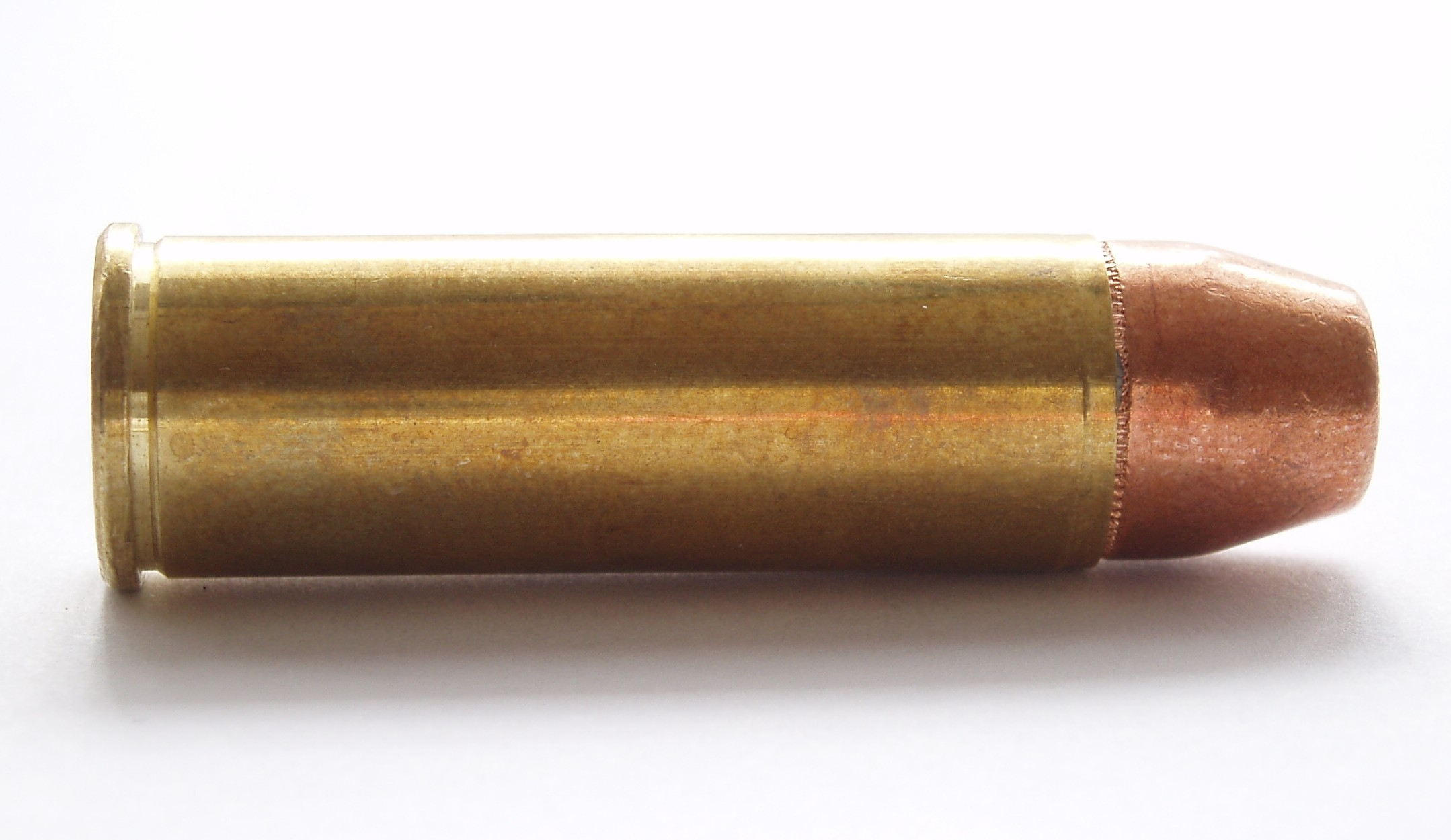
Um cartucho .454 Casull com projétil jaquetado (FMJ - full metal jacket).

O .454 Casull (/ kə'sul /) é um cartucho de arma de fogo, desenvolvido como cartucho wildcat em 1957 por Dick Casull, Duane Marsh e Jack Fullmer. Foi anunciado pela primeira vez em novembro de 1959 pela revista Guns & Ammo. O design básico partiu de um estojo .45 Colt estendido e aprimorado. Esse "wildcat" finalmente se tornou popular em 1997, quando a Ruger começou a adotá-lo no seu Super Redhawk. A Taurus seguiu na mesma linha com o modelo Raging Bull em 1998 e o Taurus Judge Magnum em 2010. Os cartuchos .45 Schofield e .45 Colt podem caber nas câmaras do .454, mas não o contrário por causa do estojo prolongado (condição muito semelhante à relação entre os cartuchos .38 Special e .357 Magnum, bem como os cartuchos .44 Special e .44 Magnum).